# Ipelcé
Ipelce là một tổng thuộc tỉnh Bazéga ở miền trung Burkina Faso. Thủ phủ là thị xã Ipelce. Theo điều tra dân số năm 1996, tổng này có tổng dân số 12.802..

## Các thị xã và làng xã
•  Thị xã Ipelce • Babdo • Bandéla • Banghingo • Guisma • Kactinga • Nacombogo • Narogtinga • Sagabtinga-Yarcé • Sambin • Sandeba • Siltougdo • Zinguedeghin • 